# Garnet Malley
Garnet Francis Malley MC AFC (Mosman, 2 de novembro de 1892 – Vanua Balavu, 20 de maio de 1961) foi um aviador e ás da aviação australiano da Primeira Guerra Mundial, na qual obteve seis vitórias aéreas. Ele foi conselheiro de aviação do governo de Chiang Kai-shek na China durante a década de 1930 e oficial de inteligência na Segunda Guerra Mundial.
Nascido em Sydney, Malley prestou serviço pela primeira vez na Primeira Guerra Mundial como militar de artilharia da Primeira Força Imperial Australiana; em 1917 foi transferido para o Corpo Aéreo Australiano e, no ano seguinte, já pilotava aviões Sopwith Camel no Esquadrão N.º 4 da Frente Ocidental. Malley foi condecorado com a Cruz Militar pelas suas acções em combate, e o seu trabalho subsequente como instrutor de voo na Inglaterra valeu-lhe uma Cruz da Força Aérea.
Após um período na vida civil depois da guerra, Malley ingressou na Real Força Aérea Australiana (RAAF) em 1925, servindo no Esquadrão N.º 3. Em 1931 tornou-se conselheiro de aviação na China e trabalhou em estreita colaboração com a Madame Chiang Kai-shek, Soong Mei-ling, a partir de 1937. Malley foi capaz de observar as tácticas aéreas na Segunda Guerra Sino-Japonesa em primeira mão, embora os seus relatórios tenham recebido pouco atenção na Austrália. 
Regressando a casa em 1940, serviu em funções de inteligência na RAAF e mais tarde no governo da Commonwealth. Após a guerra, ele comprou uma plantação em Fiji, onde morreu em 1961.

## Biografia

### Início de vida e juventude
Garnet Francis Malley, o segundo mais novo de seis filhos de Clara Ellen Merritt e Francis Malley, nasceu em Mosman, um subúrbio de Sydney, no dia 2 de Novembro de 1892. O seu pai, um ferreiro originário de Gosford, fundou a empresa de madeira branca Malley's e, mais tarde, serviu por dois mandatos como vereador do Conselho de Mosman. Garnet Malley frequentou a Escola Preparatória da Igreja da Inglaterra em Mosman, A Escola em Mount Victoria e o Colégio de Agricultura de Hawkesbury em Richmond. Aquando da eclosão da Primeira Guerra Mundial, era aprendiz de mecânico na Malley's.

### Primeira Guerra Mundial
Malley juntou-se à Força Imperial Australiana (AIF) no dia 12 de Outubro de 1915. Ele partiu de Melbourne para o Egipto como artilheiro da 1.ª Brigada de Artilharia de Campo a bordo do HMAT Wandilla no dia 9 de Novembro. Em Março de 1916 foi destacado para a Frente Ocidental na França e juntou-se à sua unidade em Maio. A 1.ª Brigada participou nas Batalhas de Pozières e da Quinta Mouquet em Julho e Agosto de 1916. Malley foi transferido para o Corpo Aéreo Australiano (AFC) como mecânico em Abril de 1917, antes de iniciar a instrução de pilotagem na escola de aviação da Universidade de Oxford. Ele foi comissionado como segundo-tenente no dia 9 de Outubro e colocado no Esquadrão N.º 4 do AFC, então baseado em Birmingham.
Equipado com caças Sopwith Camel, o Esquadrão N.º 4 foi enviado em Dezembro de 1917 para Bruay, na França, e iniciou as operações a 9 de Janeiro de 1918. Naquele mesmo dia, Malley, apelidado de "Garnie" (ou "George", pelo principal às do Esquadrão N.º 4, Harry Cobby) foi promovido a tenente. A 16 de Março ele alcançou a sua primeira vitória aérea, deixando um caça pertencente ao Circo Vermelho de Manfred von Richthofen fora de controlo acima de Annoeullin, perto de Douai. Os primeiros relatórios identificaram o avião alemão como um Albatros, mas fontes posteriores registam-no como um Pfalz D.III. Malley reivindicou dois caças Albatros no dia 23 de Março de 1918 durante um ataque às posições alemãs em Vaulx-Vraucourt, perto de Bapaume. Três dias depois, ele foi promovido a capitão e nomeado comandante de esquadrilha.

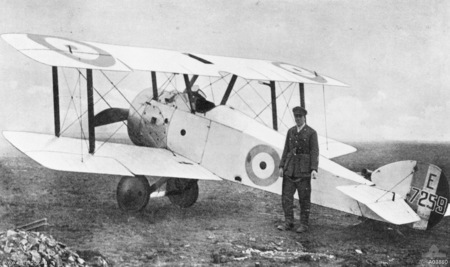
O capitão Malley com o seu Sopwith Camel branco do Esquadrão N.º 5 em Minchinhampton, 1918

A história oficial da Austrália na guerra atribui a Malley a destruição de um Pfalz sobre Wytschaete no dia 10 de Maio, embora não apareça em outros relatos da sua contagem final. Quatro dias depois, ele e o tenente Roy King reivindicaram, cada um, um caça alemão de dois lugares para a artilharia entre Ypres e Bailleul. No dia 30 de Maio Malley e Cobby lideraram as suas esquadrilhas numa missão de bombardeamento na região de Lys, após a qual cada um deles destruiu um balão de observação alemão sobre Estaires. A vitória final de Malley, sobre o Lys a 1 de Junho, foi um Pfalz D.III. A sua contagem oficial foi de seis aeronaves alemãs destruídas - quatro caças, um balão de observação e um avião de observação não identificado - e ele foi ferido em acção duas vezes, por uma bala na perna em março e por estilhaços de fogo antiaéreo em Maio. Foi condecorado com a Cruz Militar no dia 22 de Junho, e a citação da condecoração foi promulgada no The London Gazette:
Lt. (T./Capt.) Garnet Francis Malley, Aust. F.C., attd. R.F.C. Pela notável bravura e devoção ao dever. Quando em patrulha ofensiva e a baixa altitude, atacou um de dois aviões inimigos, que acabou por virar-se e descontrolou-se em queda livre, sendo visto a despenhar-se por outro piloto. Mais tarde, seguiu-se um combate aéreo contra quatro aviões inimigos, um dos quais atacou, resultando no descontrolo do avião inimigo e na sua queda fatal. Antes desta ocasião, também tinha abatido outra aeronave inimiga. A sua coragem e a sua liderança conseguiram que a sua patrulha realizasse um excelente trabalho nas condições mais adversas.

Malley assumiu o comando temporário do Esquadrão N.º 4 no final de Junho de 1918, supervisionando a sua mudança de Clairmarais North para um novo aeródromo em Reclinghem. Em Agosto foi colocado no Esquadrão N.º 5 do AFC em Minchinhampton, na Inglaterra. O esquadrão fazia parte da Asa N.º 1, liderada pelo tenente-coronel Oswald Watt. A rotação de Malley para o estabelecimento de origem estava de acordo com a política da Real Força Aérea exigindo que os pilotos descansassem e servissem como instrutores após nove a doze meses em combate. Conhecido por pilotar um avião de instrução Camel branco, ele recebeu a Cruz da Força Aérea pelo seu trabalho de instrução; o prémio foi promulgado no dia 3 de Junho de 1919.

### Período entreguerras
O Esquadrão N.º 5 foi dissolvido em Maio de 1919. Juntamente com muitos outros membros do Corpo Aéreo Australiano, incluindo o coronel Watt, o major King e o capitão Les Holden, Malley regressou à Austrália a bordo do navio de tropas Kaisar-i-Hind, desembarcando em Sydney a 19 de Junho. Posteriormente, percorreu o país para promover o Empréstimo da Paz. A 24 de Agosto, enquanto viajava de Melbourne para Sydney para iniciar a sua série de voos de demonstração em Nova Gales do Sul, Malley despenhou-se com o seu Avro 504 K durante a descolagem de Benalla, Victoria. Ele não ficou ferido, mas teve que regressar a Melbourne e acabou por viajar para o norte de comboio. Retomando o seu programa aéreo, foi noticiado a 17 de Setembro como tendo "emocionado" multidões na hora do almoço em Sydney, no dia anterior, com "três mergulhos em espiral ousados" sobre o Hyde Park. Malley foi dispensado da AIF a 4 de Outubro de 1919, e entrou para a reserva das Forças Militares da Commonwealth a 1 de Julho de 1920. Ele voltou para a empresa Malley como gerente de armazém em 1921. Em Maio daquele ano, juntamente com Les Holden e outros pilotos veteranos, carregou o caixão no funeral de Watt em Randwick. A 25 de Janeiro de 1922, Malley casou-se com Phyllis Kathleen Dare em Mosman. Desta união viria um filho, Maldon. Malley foi reconhecido como fonte e revisor por F. M. Cutlack no volume deste último sobre o Corpo Aéreo Australiano, publicado pela primeira vez em 1923 como parte da história oficial da Austrália na guerra.

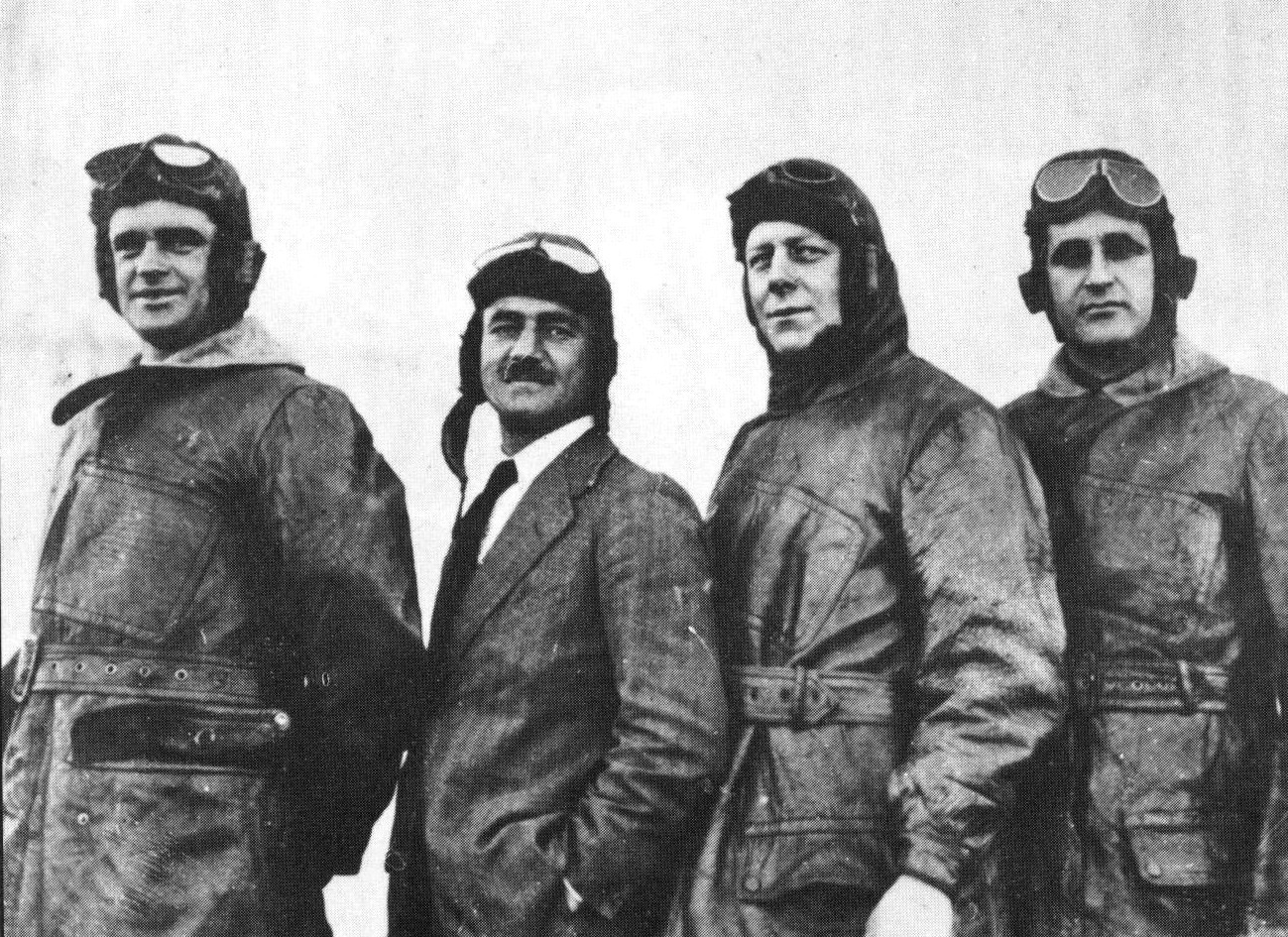
O tenente de voo Malley (segundo à direita) com o tenente de voo Frank Lukis (primeiro à esquerda) e outros membros do Esquadrão N.º 3, Base aérea de Richmond, 1925

Malley renunciou ao seu posto nas Forças Militares da Commonwealth a 18 Junho de 1925. No dia seguinte, foi comissionado como tenente de voo na Força Aérea Cidadã, a reserva activa em part-time da Real Força Aérea Australiana (RAAF). Então, serviu como piloto com o Esquadrão N.º 3 que operava aviões Airco DH.9 e Royal Aircraft Factory S.E.5. Formado na Base aérea de Point Cook, Victoria, o esquadrão foi transferido no dia 30 de Junho para a recém-inaugurada Base aérea de, em Nova Gales do Sul. De 1925 a 1928 Malley foi vice-presidente da Associação do Corpo Aéreo Australiano. Em Janeiro de 1928, foi promovido a líder de esquadrão honorário e comandou temporariamente o Esquadrão N.º 3 entre Março e Abril. Naquele ano, desistiu do seu cargo na empresa Malley para se tornar consultor de aviação da Australian National Airways (ANA), além de director da empresa. Em Janeiro-Fevereiro de 1929, ele comandou novamente temporariamente Esquadrão N.º 3. Em Abril daquele ano, foi membro de um comité de cidadãos responsáveis por organizar e financiar a busca do Cruzeiro do Sul e da sua tripulação, Charles Kingsford Smith e Charles Ulm, que aterrou à força no noroeste da Austrália durante um voo de Richmond para Inglaterra; Les Holden eventualmente localizou os aviadores desaparecidos perto da região de Kimberley. Em 1930, Malley foi transferido para a Reserva (inactiva) da RAAF.
Por volta de 1931 a ANA estava em dificuldades financeiras e Malley viajou para a China para assumir o cargo de consultor de aviação do governo de Chiang Kai-shek em Kwangtung. Detalhes das funções exactas de Malley nos próximos cinco anos - um período de guerra civil e infiltração japonesa - permanecem incertos. Ele passou algum tempo na Austrália de férias em 1936, período após o qual regressou ao seu cargo de consultor na China. A 1 de Fevereiro de 1937, por influência do Ministério das Relações Externas britânico, o estatuto de Malley foi aprimorado quando ele foi nomeado comandante de asa honorário da Reserva da RAAF. Ele passou então a servir como conselheiro de Madame Chiang Kai-shek, Soong Mei-ling, na qualidade de secretária-geral da comissão aeronáutica que dirigia a força aérea da China; May-Ling deu a Malley os seus "mais calorosos parabéns" pela sua "merecida" promoção. Uma das tarefas que ela atribuiu a Malley foi investigar práticas de compras corruptas no governo. Malley descobriu que o Ministério da Aeronáutica estava a ser alvo de um esquema fraude levado a cabo por agentes estrangeiros e pelas próprias autoridades chinesas, com o objectivo para cobrar preços inflacionados por equipamentos militares.
A estadia de Malley envolveu-o cada vez mais nos combates na China; a sua esposa relataria três anos de ataques aéreos nocturnos aos seus amigos no regresso do casal à Austrália em 1940. Em Maio de 1938, Malley aconselhou o chefe do estado-maior aéreo, o vice-marechal do ar Richard Williams: "há uma guerra de primeira classe aqui, que deve eventualmente afectar a Austrália e os seus esquemas de defesa". Williams e outros membros da RAAF podem ter percebido Malley como estando a exagerar a importância do seu papel na China, particularmente devido ao seu aparente prazer nos seus aspectos cerimoniais. Numa carta, ele presenteou Williams com histórias de uma viagem de inspecção pelo país, declarando: "Eu... posso apenas imaginar o quanto você teria apreciado – aterragens em aeródromos que foram todos polidos para inspecção. Sendo recebido por dignitários provinciais e generosamente entretido. Eu tive que beber todos os vinhos chineses concebíveis que já foram feitos e comer alimentos nunca vistos na Austrália!". De qualquer forma, os relatórios de Malley sobre as tácticas aéreas japonesas e o valor que as suas observações poderiam ter tido para a Austrália no caso de uma guerra no Pacífico foram amplamente desconsiderados pelo governo australiano.

### Segunda Guerra Mundial e últimos anos
Malley foi chamado de volta à Austrália em Julho de 1940, deixando a China com uma nota de agradecimento de May-Ling pelo seu "serviço leal" antes de se juntar à RAAF em serviço activo como líder de esquadrão em Outubro. Ele tornou-se no representante da Força Aérea no Centro de Inteligência Operacional Combinada (COIC), em Melbourne, uma organização de três ramos responsável pela colecta, análise e disseminação de dados de inteligência. Com base no seu conhecimento de ataques japoneses a aeródromos chineses na década de 1930, Malley visitou várias bases da RAAF no norte da Austrália para aconselhar sobre medidas de protecção e defesa; ficou evidente no rescaldo do ataque a Darwin em Fevereiro de 1942 que nenhuma das suas recomendações havia sido implementada. A COIC lidava principalmente com a inteligência naval, de modo a que a participação do Exército e da Força Aérea era inicialmente em part-time. Em Abril de 1941 Malley havia recebido um papel a tempo inteiro, e a RAAF mantinha uma presença 24 horas por dia. Ele foi promovido a comandante de asa honorário em Outubro de 1941, e dois meses depois sucedeu ao comandante Rupert Long como director da COIC. Malley foi elevado a capitão de grupo interino no dia 1 de Julho de 1942, mas os seus problemas de saúde forçaram-no a renunciar ao cargo a 3 de Outubro. Ele foi dispensado da Força Aérea como clinicamente inapto a 9 de Junho de 1943. O general Douglas MacArthur elogiou Malley pela sua "previsão, planeamento e capacidade organizacional". O ex-aviador passou a trabalhar como oficial encarregado da secção chinesa no Serviço de Segurança da Commonwealth, em Canberra, de Janeiro de 1944 a Março de 1947 como capitão de grupo honorário.

... ao tentar avaliar o seu papel e importância – tanto no cenário da aviação australiana, mas mais particularmente na década que passou na China ... é claramente inapropriado descartar ou desconsiderar a sua contribuição; mas, de igual modo, não é possível verificar tudo o que ele afirmou e, portanto, atribuir o mesmo peso ou significância ao que ele fez na avaliação do seu impacto e influência.

Historiador Chris Coulthard-Clark sobre Garnet Malley
Em 1948 o serviço de guerra de Malley foi reconhecido pelos Estados Unidos com a condecoração da Legião do Mérito. Em 1949 ele havia adquirido um iate, o Royal Flight, que foi usado como cenário no filme The Blue Lagoon. No ano seguinte, a família comprou uma plantação de cocos em Vanua Balavu, em Fiji. Em Setembro de 1951 Malley e a sua esposa viajaram pelo mundo, visitando Argel, Guadalupe, Curaçau, Martinica e Taiti. Depois, voltaram a viver na sua plantação em Fiji e enfrentaram o terremoto e tsunami de Suva em 1953.
Garnet Malley morreu de ataque cardíaco no dia 20 de maio de 1961. Sobrevivido pela sua esposa e filho, ele foi sepultado no mar numa cerimónia anglicana. O comandante-chefe da força aérea de Taiwan enviou condolências, prestando homenagem à "inestimável" contribuição que Malley havia feito durante a sua década na China, que "seria lembrada por muito tempo".